# 江苏路 (南京)
江苏路是位于江苏省南京市鼓楼区内的一条道路，呈西南—东北—西北弧形走向，西南到莫干路圆环，与宁海路、莫干路、牯岭路交汇，北到宁夏路，沿线首先在东侧与西桥交汇；其次仍在东侧与大方巷交汇；然后在江苏路圆环，与山西路、宁海路、颐和路、珞珈路以及四卫头交汇；最后在西侧与赤壁路交汇。
该处原是南京城北部一片荒地，1930年代该路以西地区根据首都规划建成高级住宅区，绿化良好，大多是中西合璧式的二层楼房。现已列为民国建筑保护区。该路东侧地块已经陆续改建，包括从附近的山西路迁来此处的一座基督教堂。
这条马路有3路、42路、78路、318路公共汽车经过，同时也是8路、74路公共汽车的终点站。

## 名人故居
- 15号，陈布雷旧居，列为重要近现代保护建筑
- 19号，杨公达旧居
- 21、23号，薛岳故居，列为重要近现代保护建筑
- 27、29号，熊斌故居
- 33号，张笃伦旧居
- 39号，南京市第六区区公所